# موتورولا فوتون Q (موبايل)
موتورولا فوتون Q (بالإنجليزية: Motorola Photon Q)‏ هو هاتف ذكي من موتورولا يعمل بنظام أندرويد، تم طرحه في الأسواق في أغسطس 2012.

## الخصائص
- نظام التشغيل: أندرويد
- التخزين: 8 جيجابايت